# 首都高速神奈川6号川崎線
首都高速神奈川6号川崎線（しゅとこうそくかながわ6ごうかわさきせん）は、神奈川県川崎市川崎区の川崎浮島ジャンクション(JCT)から同市同区の富士見出入口に至る首都高速道路の路線である。路線番号は「K6」。尚、このうち川崎浮島JCT - 大師JCT間が現在、供用されている区間である。

## 出入口など
- 出入口番号欄の背景色が■である部分については道路が開通済みの区間を示している。また、施設名欄の背景色が■である部分は施設が供用開始されていない、又は、完成していない事を示す。なお、未開通区間の名称は仮称である。
- 全線神奈川県川崎市川崎区内に所在。

| 出入口 番号                      | 施設名             | 接続路線名                             | 起点 から (km) | 備考                           |
| -------------------------------- | ------------------ | -------------------------------------- | -------------- | ------------------------------ |
| 川崎縦貫道路（2期）（計画路線）  |                    |                                        |                |                                |
| -                                | 富士見出入口       | 国道409号 国道15号                     |                | 事業中（未着工）               |
| 683                              | 大師出入口 大師JCT | 国道409号 川崎市街方面 横羽線 横浜方面 | 5.5            |                                |
| 681                              | 殿町出入口         | 国道409号 川崎市街方面                 | 3.5            | 湾岸線・アクアライン方面出入口 |
| -                                | 川崎浮島JCT        | 湾岸線                                 | 0.0            |                                |
| CA 東京湾アクアライン 木更津方面 |                    |                                        |                |                                |

- なお、川崎浮島JCTから先の3方向すべてに海底トンネルがあり、また大師 - 殿町間のみの通行もできないので、危険物積載車は本路線を通行できない。また、首都高速道路の大半の区間の最高速度は60 km/h未満であるが、本路線の最高速度は全線で80 km/hである。

## 歴史
- 2002年（平成14年）4月30日 : 殿町出入口 - 川崎浮島JCT間開通[2]。
- 2010年（平成22年）10月20日 : 大師JCT - 殿町出入口間開通。

### 開通予定年度
- 未定 : 富士見出入口 - 大師JCT

事業中区間であるが、採算性の問題・II期区間の兼ね合い等から整備が先送りされており、着工に至っていない。

## 交通量
24時間交通量（台）　道路交通センサス
| 区間                                 | 平成17（2005）年度 | 平成22（2010）年度 | 平成27（2015）年度 |
| ------------------------------------ | ------------------ | ------------------ | ------------------ |
| 富士見出入口 - 大師出入口・大師JCT間 | 未開通             | 未開通             | 未開通             |
| 大師出入口・大師JCT - 殿町出入口     | 調査当時未開通     | 3,218              | 5,189              |
| 殿町出入口 - 川崎浮島JCT             | 2,757              | 5,433              | 9,043              |

（出典：「平成22年度道路交通センサス」・「平成27年度全国道路・街路交通情勢調査」（国土交通省ホームページ）より一部データを抜粋して作成）
令和2年度に実施予定だった交通量調査は、新型コロナウイルスの影響で延期された。

## 川崎縦貫道路
この路線は川崎縦貫道路（1期区間）の自動車専用部である。2期区間として東名高速道路まで接続する計画がある。国土交通省では、2019年6月の東京外かく環状道路(東名高速～湾岸道路間)計画検討協議会(第5回)で、東京外かく環状道路の東名高速道路以南の整備について、川崎縦貫道路と一本化することを一つの案として検討することとしている。

## ギャラリー

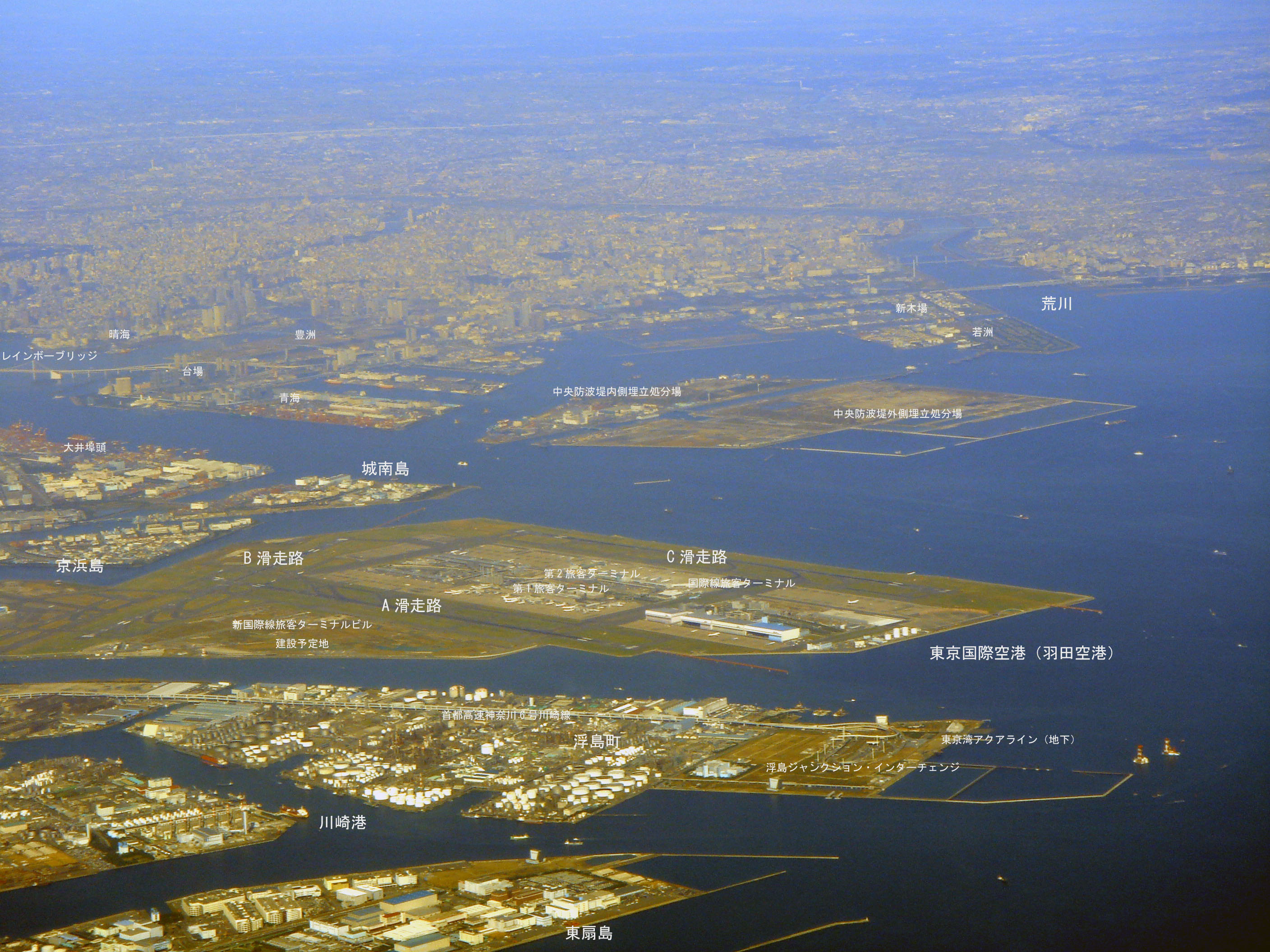
首都高速神奈川6号川崎線空撮（画像下）
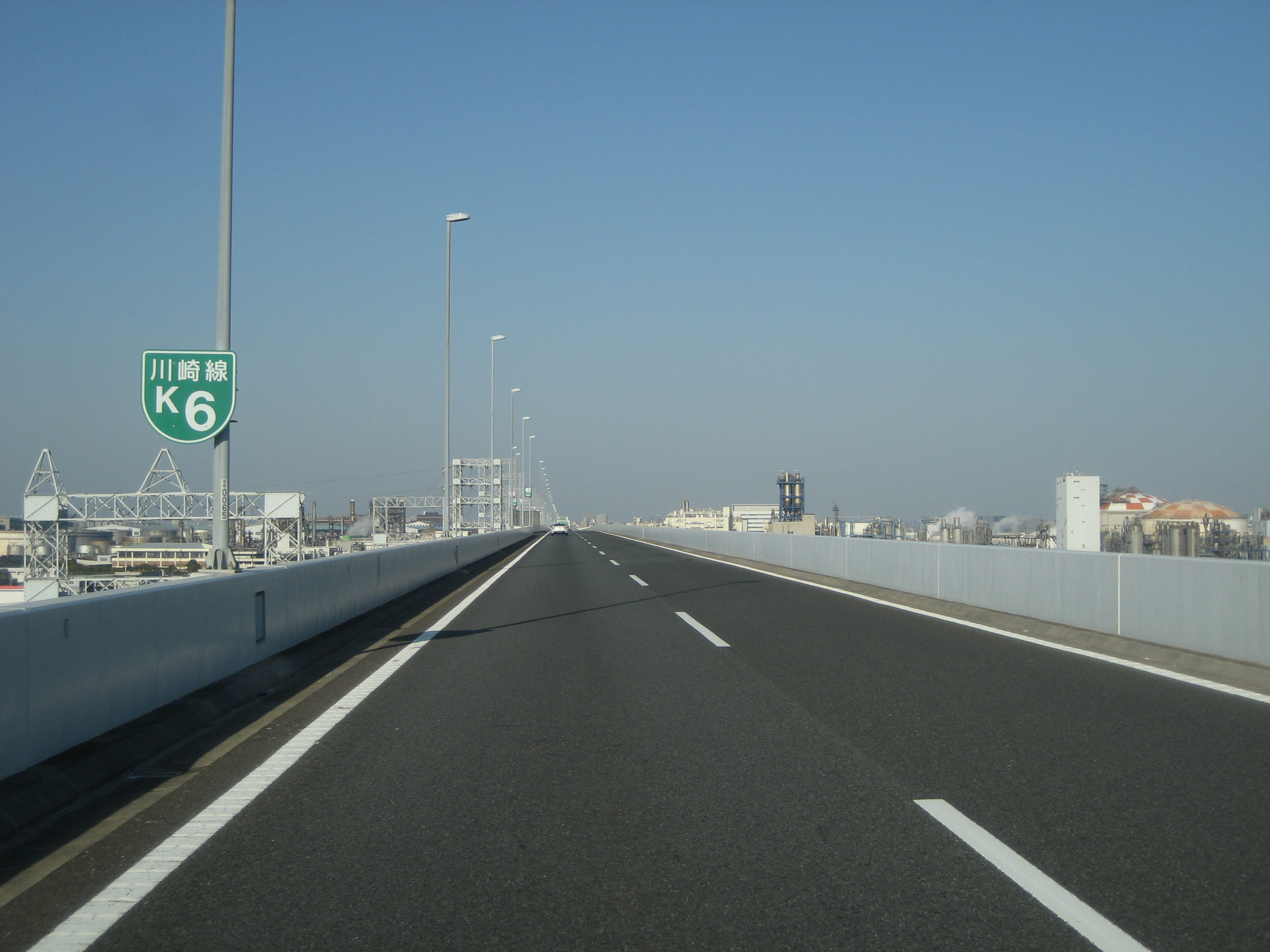
首都高速神奈川6号川崎線